# Хорват, Габор (каноист)
Габор Хорват (венг. Gábor Horváth; 12 мая 1985, Сегед) — венгерский гребец-каноист, выступал за сборную Венгрии в середине 2000-х — начале 2010-х годов. Двукратный чемпион мира, серебряный и бронзовый призёр чемпионатов Европы, победитель регат национального и международного значения.

## Биография
Габор Хорват родился 12 мая 1985 года в Сегеде.
Первого серьёзного успеха на взрослом международном уровне добился в 2006 году, когда попал в основной состав венгерской национальной сборной и побывал на чемпионате Европы в чешском городе Рачице, откуда привёз награду серебряного достоинства, выигранную в зачёте четырёхместных каноэ на дистанции 200 метров. Также в этом сезоне выступил на домашнем чемпионате мира в Сегеде, где в той же дисциплине стал бронзовым призёром.
В 2007 году благодаря череде удачных выступлений Хорват удостоился права защищать честь страны на мировом первенстве в немецком Дуйсбурге — сделал здесь золотой дубль, одержал победу в четвёрках на двухстах и пятистах метрах. При этом на европейском первенстве в испанской Понтеведре был бронзовым призёром в двухсотметровой гонке четвёрок. Год спустя добавил в послужной список две серебряные награды с европейского первенства в Милане. Ещё через год на чемпионате мира в канадском Дартмуте взял серебро в эстафете 4 × 200 м и бронзу в четвёрках на двухстах метрах, тогда как на чемпионате Европы в Бранденбурге получил в тех же дисциплинах бронзу и серебро соответственно.
Последний раз показал сколько-нибудь значимый результат на международной арене в 2011 году, когда выступил на первенстве континента в Белграде и завоевал там бронзовую медаль в двойках на двухстах метрах. Вскоре после этих соревнований принял решение завершить карьеру профессионального спортсмена, уступив место в сборной молодым венгерским гребцам.
Не следует путать его с гребцом-байдарочником Габором Хорватом, тоже выступавшим в гребной сборной Венгрии примерно в то же время.